# Леді Баг і Супер-Кіт (сезон 1)
Прем'єра першого сезону мультсеріалу «Леді Баг і Супер-Кіт» відбулася 1 вересня 2015 року у Республіці Кореї (Південній Кореї), 19 жовтня 2015 року у Франції, 6 грудня 2015 року у США, 16 листопада 2017 року в Україні на телеканалі «Піксель TV» та 1 березня 2019 року в Україні на телеканалі «ПлюсПлюс». Сезон налічує 26 серій, серед яких дві, належать до спеціального епізоду «Початок».
| Номер | Оригінальна назва                      | Переклад від студії «1+1» | Автор(и) сценарію                                                                | Дата показу у Франції | Дата показу в Україні |
| --- | -------------------------------------- | ------------------------- | -------------------------------------------------------------------------------- | --------------------- | --------------------- |
| 1 | «Stormy Weather»                       | «Буря»                    | Фред Ленор                                                                       | 19 жовтня 2015        | 1 березня 2019        |
| Марінетт наглядає за Манон під час прогулянки у парку. Тим часом оголошуються результати конкурсу на позицію ведучої прогнозу погоди, і засмучена конкурсантка, що програла, перетворюється на Бурю — лиходійку, здатну керувати погодою. - Ця серія була вперше показана у Південній Кореї 1 вересня 2015. - Українська версія цієї серії була вперше показана на телеканалі «Pixel TV» 17 листопада 2017. |                                        |                           |                                                                                  |                       |                       |
| 2 | «The Evillustrator»                    | «Злолюстратор»            | Матьє Шоке                                                                       | 26 жовтня 2015        | 2 березня 2019        |
| Натаніель, закоханий у Марінетт, мріє врятувати її від суперзлодіїв і робить декілька малюнків, але Хлоя, побачивши їх, розкриває його секрет всім, в результаті чого Натаніель потрапляє під вплив акуми і стає Злолюстратором — лиходієм, чиї малюнки оживають. - Українська версія цієї серії була вперше показана на телеканалі «Pixel TV» 16 листопада 2017. |                                        |                           |                                                                                  |                       |                       |
| 3 | «Lady Wifi»                            | «Леді Вайфай»             | Себастьєн Тобідо                                                                 | 22 жовтня 2015        | 3 березня 2019        |
| Аля хоче дізнатися, ким Леді Баг є насправді. Вона вважає, що це Хлоя, і обшукує її шафку, внаслідок чого її (Алю) карають. Розсердившись, Аля перетворюється на Леді Вайфай і отримує здатність керувати реальністю за допомогою телефонів. - Ця серія була вперше показана у Південній Кореї 6 жовтня 2015. - Українська версія цієї серії була вперше показана на телеканалі «Pixel TV» 18 листопада 2017. |                                        |                           |                                                                                  |                       |                       |
| 4 | «Princess Fragrance»                   | «Принцеса запахів»        | Матьє Шоке, Леоні Де Рудде                                                       | 20 березня 2016       | 4 березня 2019        |
| Після місії, яку довелося виконувати під зливою, Тіккі захворіла. Тим часом до Парижу із благодійною місією приїжджає принц. Роза, що просто мріє з ним зустрітися, просить Хлою передати йому листа, але та рве його у неї на очах і сміється з неї. Звичайно, Бражник просто не може не скористатися такою можливістю… - Ця серія була вперше показана у Канаді на телеканалі «Quebec» 13 березня 2016. - Українська версія цієї серії була вперше показана на телеканалі «Pixel TV» 19 листопада 2017. |                                        |                           |                                                                                  |                       |                       |
| 5 | «Dark Cupid»                           | «Темний Купідон»          | Реджис Джаулін                                                                   | 29 жовтня 2015        | 5 березня 2019        |
| Сьогодні День Святого Валентина, і любов літає у повітрі! Марінетт шукає можливості зізнатися Адріанові в коханні. Кім робить Хлої подарунок (кулон), але та відповідає презирством. Акума перетворює Кіма на Темного Купідона, і той починає сіяти ненависть. - Українська версія цієї серії була вперше показана на телеканалі «Pixel TV» 20 листопада 2017. |                                        |                           |                                                                                  |                       |                       |
| 6 | «Mr. Pigeon»                           | «Пан Голуб»               | Гільям Мотален, Себастьєн Урсель                                                 | 23 жовтня 2015        | 6 березня 2019        |
| Марінетт отримує завдання — пошити капелюх для модного показу, у якому Адріан братиме участь. Але вона ще не знає, що Хлоя та Сабріна стежать за нею, щоб вкрасти її ідеї. Тим часом звичайний житель Парижу Ксав'єр Рам'є, якого вже безліч разів ганяли з усіх парків за годування голубів, стає Паном Голубом, здатним керувати цими, здавалося б, безневинними птахами… - Ця серія була вперше показана у Південній Кореї 29 вересня 2015. - Українська версія цієї серії була вперше показана на телеканалі «Pixel TV» 21 листопада 2017. |                                        |                           |                                                                                  |                       |                       |
| 7 | «Pixelator»                            | «Пікселятор»              | Гільям Мотален, Себастьєн Урсель                                                 | 13 березня 2016       | 7 березня 2019        |
| Вінсент Аза, фанат Джаґеда Стоуна, намагається прокрастися до готелю, де якраз проводиться програма стажування класу, де вчиться Марінетт, аби сфотографувати свого кумира. Звісно, Вінсента звідти виганяють, і Бражник перетворює його на Пікселятора — злодія, що робить з людей живі портрети. - Ця серія була вперше показана у Канаді на телеканалі «Quebec» 3 березня 2016. - Українська версія цієї серії була вперше показана на телеканалі «Pixel TV» 22 листопада 2017. |                                        |                           |                                                                                  |                       |                       |
| 8 | «Copycat»                              | «Двійникіт»               | Себастьєн Тобідо, Паскаль Бутбуль                                                | 28 жовтня 2015        | 8 березня 2019        |
| Скульптор на ім'я Тео створює статую Леді Баг та Супер-Кота. Він закоханий у Леді Баг, але та на відкриття статуї не приходить. До того ж Супер-Кіт натякає Тео, що «в нього з Леді Баг особливі відносини». Відчувши заздрість Тео, Бражник перетворює його на Двійникота — злодія, абсолютно ідентичного Супер-Коту ззовні та за здатностями. - Ця серія була вперше показана у Південній Кореї 15 вересня 2015. - Українська версія цієї серії була вперше показана на телеканалі «Pixel TV» 23 листопада 2017. |                                        |                           |                                                                                  |                       |                       |
| 9 | «The Bubbler»                          | «Бульбашник»              | Томас Аструк, Себастьєн Тобідо                                                   | 20 жовтня 2015        | 9 березня 2019        |
| У Адріана день народження, але його батько не дозволяє йому влаштувати вечірку з цього приводу. Ніно сердиться, вважаючи, що це несправедливо, і стає Бульбашником, основна зброя якого — величезні (і до того ж ще й майже непробивні) мильні бульбашки. - Ця серія була вперше показана у Південній Кореї 8 вересня 2015. - Українська версія цієї серії була вперше показана на телеканалі «Pixel TV» 24 листопада 2017. |                                        |                           |                                                                                  |                       |                       |
| 10 | «Simon Says»                           | «Гіпнотизер»              | Фред Ленор                                                                       | 27 березня 2016       | 10 березня 2019       |
| Клас Марінетт бере участь у шоу «Виклик», де основна задача — змусити певну особу щось зробити. Після того, як Ніно змусив мера Андре Буржуа танцювати, наступний учасник, Жак Грімо, має загіпнотизувати Ґабрієля Аґреста. Але останній навідріз відмовляється брати участь у шоу. Засмучений через програш Жак перетворюється на Гіпнотизера, який може змінити думку будь-кого, лише кинувши карту! - Ця серія була вперше показана у Канаді на телеканалі «Quebec» 6 березня 2016. - Українська версія цієї серії була вперше показана на телеканалі «Pixel TV» 26 листопада 2017. |                                        |                           |                                                                                  |                       |                       |
| 11 | «Rogercop»                             | «Роджеркоп»               | Деніс Бардой                                                                     | 27 жовтня 2015        | 11 березня 2019       |
| У школі проводять день професійної орієнтації, в якому беруть участь батьки учнів. Після того, як поліцейський Роджер (батько Сабріни) не зміг знайти загублений браслет Хлої (у зникненні якого був винний Плагг, який сприйняв коробочку із браслетом за пакунок камамберу), Андре Буржуа його звільняє. Звісно, Бражник одразу відчуває сум Роджера через цю несправедливість… - Ця серія була вперше показана у Південній Кореї 20 жовтня 2015. - Українська версія цієї серії була вперше показана на телеканалі «Pixel TV» 27 листопада 2017. |                                        |                           |                                                                                  |                       |                       |
| 12 | «Gamer»                                | «Ґеймер»                  | Гільям Мотален, Себастьєн Урсель                                                 | 17 січня 2016         | 12 березня 2019       |
| Макс — визнаний чемпіон із відеоігор. Але коли Марінетт його обіграла, завдяки Бражнику його здатності вийшли на новий рівень — тепер він може перетворити реальність на гру! - Камео: Томас Аструк озвучив зоряне меню у відеогрі у Французькій версії (оригіналі) - Українська версія цієї серії була вперше показана на телеканалі «Pixel TV» 28 листопада 2017. |                                        |                           |                                                                                  |                       |                       |
| 13 | «Animan»                               | «Перевертень»             | Седрік Перрін, Джен-Крістоф Герв                                                 | 24 січня 2016         | 13 березня 2019       |
| Марінетт, Аля, Адріан та Ніно у результаті ряду непорозумінь всі разом пішли у зоопарк. Тим часом Кім, що теж знаходився там у цей час, дражнить пантеру, вважаючи, що зможе її обігнати. І він матиме таку можливість, коли співробітник зоопарку, що став Перевертнем (і отримав можливість перетворюватися на будь-яку тварину), дасть тваринам відповідний наказ. - Українська версія цієї серії була вперше показана на телеканалі «Pixel TV» 29 листопада 2017. |                                        |                           |                                                                                  |                       |                       |
| 14 | «Darkblade»                            | «Темний Лицар»            | Матьє Шоке, Леоні Де Рудде                                                       | 6 грудня 2015         | 14 березня 2019       |
| Хлоя вкотре висуває свою кандидатуру на пост представника класу. Марінетт вирішує теж взяти участь у виборах (тому що Хлоя шантажувала всіх однокласників, щоб вони не висували свої кандидатури), і Хлоя, намагаючись позбутися конкурентки, відправляє Сабріну знайти компромат на неї. Тим часом вчитель Адріана з фехтування, пан д'Аржакур, програє Андре Буржуа під час виборів мера Парижа і стає Темним Лицарем, що планує захопити все місто! - Ця серія була вперше показана у Південній Кореї 17 листопада 2015. - Українська версія цієї серії була вперше показана на телеканалі «Pixel TV» 30 листопада 2017. |                                        |                           |                                                                                  |                       |                       |
| 15 | «The Pharaoh»                          | «Фараон»                  | Седрік Бакконьє                                                                  | 21 жовтня 2015        | 15 березня 2019       |
| Марінетт в образі Леді Баг губить свій підручник з історії. Аля, знайшовши книжку, розуміє, що стала дуже близькою до того, щоб розкрити особу Леді Баг (адже такі підручники використовуються лише у їхній школі). Тіккі пропонує Марінетт піти із Алею на виставку у Луврі, щоб попередити розкриття та забрати книжку. Тим часом брат Алікс Джаліл, студент-єгиптолог, вважає, що один з експонатів на виставці може воскресити людину, але йому ніхто не вірить, і Джаліл стає Фараоном — злодієм із силами єгипетських богів. - Ця серія була вперше показана у Південній Кореї 13 жовтня 2015. - Українська версія цієї серії була вперше показана на телеканалі «Pixel TV» 1 грудня 2017.                                                                                    |                                        |                           |                                                                                  |                       |                       |
| 16 | «Timebreaker»                          | «Часолітка»               | Себастьєн Тобідо, Майкл Делашеналь                                               | 23 жовтня 2015        | 16 березня 2019       |
| У Алікс день народження, і батько дарує їй сімейну реліквію — фантастичний годинник, створений дуже давно. Але під час гонки на роликах годинник розбивається, і розлючена Алікс стає Часоліткою, отримавши здатність мандрувати в часі, забираючи чужу енергію. - Ця серія була вперше показана у Південній Кореї 22 вересня 2015. - Українська версія цієї серії була вперше показана на телеканалі «Pixel TV» 2 грудня 2017. |                                        |                           |                                                                                  |                       |                       |
| 17 | «Horrificator»                         | «Страховидло»             | Фред Ленор                                                                       | 30 жовтня 2015        | 17 березня 2019       |
| Однокласники Марінетт знімають у школі фільм для конкурсу. Мілен, яку вибрали на головну роль, чудово виконує її, доки не настає момент із чудовиськом, внаслідок чого вона сильно лякається. До того ж Хлоя кепкує з неї, і Мілен стає Страховидлом — монстром, що харчується чужим страхом і закриває усіх у школі. - Українська версія цієї серії була вперше показана на телеканалі «Pixel TV» 3 грудня 2017. |                                        |                           |                                                                                  |                       |                       |
| 18 | «The Puppeteer»                        | «Лялькарка»               | Себастьєн Тобідо                                                                 | 7 лютого 2016         | 18 березня 2019       |
| Коли Манон несправедливо карають (її мама подумала, що вона вкрала у Марінетт одну зі зшитих нею ляльок, тоді як Марінетт сама дала їй ляльку), Бражник перетворює її на Лялькарку, здатну керувати людьми за допомогою ляльок. А оскільки ляльки, яких зробила Марінетт, зображують Леді Баг, Супер-Кота, Леді Вайфай, Роджеркопа та Злолюстратора, це означає, що цього разу складнощів буде набагато більше! - Українська версія цієї серії була вперше показана на телеканалі «Pixel TV» 4 грудня 2017. |                                        |                           |                                                                                  |                       |                       |
| 19 | «The Mime»                             | «Мім»                     | Томас Аструк, Француа Шарп'ят, Майкл Делашеналь, Керін Лолешон, Себастьєн Тобідо | 13 грудня 2015        | 19 березня 2019       |
| Фред Хапрель, батько Мілен і актор-мім, готується до свого першого значного виступу, але його напарник підставляє його, щоб самому взяти участь у виступі, і Фред стає Мімом — злодієм, здатним зробити що завгодно за допомогою пантоміми. - Запрошена зірка у цій серії: Джойсейн Баласко що озвучила сама себе у Французькій версії (оригіналі). - Ця серія була вперше показана у Південній Кореї 24 листопада 2015. - Українська версія цієї серії була вперше показана на телеканалі «Pixel TV» 5 грудня 2017. |                                        |                           |                                                                                  |                       |                       |
| 20 | «Guitar Villain»                       | «Лихий Гітарист»          | Себастьєн Тобідо                                                                 | 28 лютого 2016        | 20 березня 2019       |
| Продюсер Джаґеда Стоуна пропонує йому виступити дуетом із виконавцем XY і змінити імідж, але той відмовляється, вважаючи XY бездарним (і, як виявилося, недаремно). До того ж нахабна поведінка XY сердить Джаггеда, що призводить до його перетворення на Лихого Гітариста, озброєного гітарою, звучання якої підкорює людей йому. - Українська версія цієї серії була вперше показана на телеканалі «Pixel TV» 6 грудня 2017. |                                        |                           |                                                                                  |                       |                       |
| 21 | «Reflekta»                             | «Дзеркалка»               | Софья Лодвіз, Єва Післер                                                         | 21 лютого 2016        | 21 березня 2019       |
| Клас Марінетт фотографується. Джулека не потрапляє на фото через Хлою і заражається акумою, ставши Дзеркалкою, основна здатність якої — перетворювати усіх навколо на свої копії. Цього разу Леді Баг доведеться вирішувати проблему самій, адже Супер-Кіт також став копією Дзеркалки! - Українська версія цієї серії була вперше показана на телеканалі «Pixel TV» 7 грудня 2017. |                                        |                           |                                                                                  |                       |                       |
| 22 | «Ladybug & Cat Noir - Origins, Part 1» | «Початок. Частина перша»  | Томас Аструк, Квентін, Себастьєн Тобідо                                          | 30 жовтня 2016        | 22 березня 2019       |
| Кожна історія має початок. Як Марінетт та Адріан отримали свої талісмани та стали супергероями? - Це перша частина спеціальної серії «Початок». - Ця серія була вперше показана у Південній Кореї 1 березня 2016. - Українська версія цієї серії була вперше показана на телеканалі «Pixel TV» 8 грудня 2017. |                                        |                           |                                                                                  |                       |                       |
| 23 | «Stoneheart - Origins, Part 2»         | «Початок. Частина друга»  | Томас Аструк, Квентін, Себастьєн Тобідо                                          | 30 жовтня 2016        | 23 березня 2019       |
| Через те, що Леді Баг не зловила акуму, та стала розмножуватися та перетворила багатьох жителів Парижу на кам'яні статуї. Дізнавшись про це, Марінетт хоче відмовитися від ролі супергероїні, але коли її друзі опиняються в небезпеці, вона приймає рішення захистити їх. - Це друга частина спеціальної серії «Початок». - Ця серія була вперше показана у Швейцарії на телеканалі «RTS Deux» 2 березня 2016. - Українська версія цієї серії була вперше показана на телеканалі «Pixel TV» 9 грудня 2017. |                                        |                           |                                                                                  |                       |                       |
| 24 | «Antibug»                              | «АнтиБаг»                 | Себастьєн Тобідо                                                                 | 31 березня 2016       | 24 березня 2019       |
| Леді Баг та Супер-Кіт шукають Сабріну, яка стала Невидимкою. Хлоя намагається їм допомогти, але Леді Баг її не слухає (через те, що Хлоя до цього їй тільки заважала), і в результаті ображена Хлоя стає АнтиБаг — злодійкою, яка має такі самі здібності, що й Леді Баг. - Українська версія цієї серії була вперше показана на телеканалі «Pixel TV» 10 грудня 2017. |                                        |                           |                                                                                  |                       |                       |
| 25 | «Kung Food»                            | «Кунг суп»                | Матьє Шоке, Фред Ленор                                                           | 10 січня 2016         | 25 березня 2019       |
| У Париж приїжджає двоюрідний дідусь Марінетт, Чен Сіфу, щоб взяти участь у кулінарному конкурсі. Хлоя навмисне псує його суп, і Чен Сіфу стає Кунг Супом — «найкращим шеф-кухарем в світі». Схоже, на Леді Баг та Супер-Кота чекає кулінарна битва — буквально! - Українська версія цієї серії була вперше показана на телеканалі «Pixel TV» 11 грудня 2017. |                                        |                           |                                                                                  |                       |                       |
| 26 | «Volpina»                              | «Вольпіна»                | Матьє Шоке, Леоні Де Рудде                                                       | 3 квітня 2016         | 25 березня 2019       |
| Адріан знаходить у сейфі батька стару книгу, написану шифрами, у якій знаходяться зображення різних супергероїв, в тому числі минулих версій Леді Баг та Супер-Кота. Заінтригований, хлопець бере її у школу, щоб вивчити. Тим часом у класі з'явилася нова учениця — Лайла Россі. Марінетт одразу ж помічає, що щось із нею не так, і її підозри справджуються: Лайла виявляється брехливою та лицемірною, а на додачу ще й крадійкою. Однак все це було лише початком — коли Бражник перетворює Лайлу на Вольпіну, здатну створювати ілюзії, Леді Баг та Супер-Кіт далеко не відразу це зрозуміють… - Ця серія була вперше показана у Канаді на телеканалі «Quebec» 19 березня 2016. - Українська версія цієї серії була вперше показана на телеканалі «Pixel TV» 12 грудня 2017. |                                        |                           |                                                                                  |                       |                       |